# Ilansky (huyện)
Huyện Ilansky (tiếng Nga: ? райо́н) là một huyện hành chính tự quản (raion), của Vùng Krasnoyarsk, Nga. Huyện có diện tích 3711 kilômét vuông, dân số thời điểm ngày 1 tháng 1 năm 2000 là 29900 người. Trung tâm của huyện đóng ở Ilansky.